# Cremolobus chilensis
Cremolobus chilensis är en korsblommig växtart som först beskrevs av Mariano Lagasca y Segura och Dc., och fick sitt nu gällande namn av Dc.. Cremolobus chilensis ingår i släktet Cremolobus, och familjen korsblommiga växter. Inga underarter finns listade i Catalogue of Life.